# Stenopodius flavidus
Stenopodius flavidus là một loài bọ cánh cứng trong họ Chrysomelidae. Loài này được Horn miêu tả khoa học năm 1883.